# Josef von Sensburg
Josef Ernst Freiherr von Sensburg (* 25. Juli 1787 in Bruchsal; † 14. November 1870 in Heidelberg; katholisch) war ein seit 1808 im badischen Staatsdienst stehender Jurist und Amtsvorstand, vergleichbar mit einem heutigen Landrat. 

## Familie
Josef von Sensburg war der Sohn des Staatsrats Ernst Philipp Freiherr von Sensburg (* 1. Juli 1752 in Lonnerstadt; † 3. Juli 1831 in Karlsruhe)  und der Ernestine Juliane geborene Freiin von Adelsheim († 5. März 1842). 

## Leben
Josef von Sensburg studierte Rechtswissenschaften an der Ruprecht-Karls-Universität Heidelberg. 1803 wurde er Mitglied des Corps Rhenania Heidelberg. 1807 wurde er Rechtspraktikant, wobei er unter anderem bei der Generalforstdirektion Karlsruhe beschäftigt wurde. 1808 wurde er zunächst Advokat in Karlsruhe und im gleichen Jahr Akzessist beim Kammerkollegium der Provinz des Mittelrheins und der Generalforstkommission in Karlsruhe. Anschließend wurde er Rat in Fiskalsachen und 1809 Forstrat. Am 20. Januar 1810 wurde Josef von Sensburg Kreisrat bei der Oberhoheitsgefällverwaltung der Direktion des Odenwaldkreises in Mosbach. 1811 wurde er zweiter Kreisrat des Kinzigkreises in Offenburg. Zum 13. Oktober 1814 wurde er dort Regierungsrat und als Oberamtmann Leiter des Bezirksamtes Offenburg. Am 4. August 1815 wurde er durch die Nobilitierung seines Vaters ebenfalls in den Adelsstand erhoben und am 2. März 1819 wurde er Stadt- und Polizeidirektor beim Stadtamt Karlsruhe. Am 17. Januar 1823 wurde er zum Geheimen Rat 3. Klasse ernannt und 1824 ins Ministerium des Innern versetzt. Zum 15. Mai 1824 wurde er Direktor des Kinzigkreises und nach dessen Auflösung am 18. Februar 1832 in den einstweiligen Ruhestand versetzt. Als letzte Stelle seiner Laufbahn wurde er am 5. November 1839 Regierungsdirektor des Seekreises in Konstanz, um schließlich zum 29. November 1841 in den Ruhestand versetzt zu werden.

## Nebentätigkeit
Josef von Sensburg war am 26. November 1830 Wahlkommissär  für den Stadtwahlbezirk Lahr und 1838 Landesherrlicher Kommissar beim Lehr- und Erziehungsinstitut in Offenburg.

## Auszeichnungen
- 1821 Ritterkreuz des Zähringer Löwen-Ordens
- 1830 Kommandeurkreuz des Zähringer Löwen-Ordens